# Hycleus parvulus
Hycleus parvulus là một loài bọ cánh cứng trong họ Meloidae. Loài này được Frivaldszky miêu tả khoa học năm 1892.